# Antoni Muset i Ferrer
Antoni Muset i Ferrer (Igualada, Anoia, 1 de gener del 1892 – Valls, Alt Camp, 15 de juliol del 1968) va ser un escriptor i poeta. Visqué a Manresa i a Valls, on treballà de funcionari als jutjats, i presidí l'entitat esperantista Bela Espero i el Centre Excursionista de la Comarca de Bages (del 1934 al 1937). Publicà nombrosos llibres i col·laborà a capçaleres de la premsa local, com Propaganda. Esport i Cultura, Gaseta Comarcal i El Dia de Igualada. Així mateix, presentà poesies als Jocs Florals de Barcelona; el 1941 obtingué un premi als Jocs Florals de Manresa amb el sonet Dafnis i Cloe.
Aficionat a la música, la vocació del seus germans organistes i compositors Josep i Frederic Muset i Ferrer, va formar part com a violoncel·lista del Septemi del Cercle Mercantil, que dirigia Il·luminat Saperas.
Amb els seus béns va dotar la beca Antoni Muset per a subvencionar estudis de piano, violí i violoncel a nois de Manresa i Igualada. En recordança seva, la ciutat d'Igualada li dedicà un carrer.

## Obres
- Quan el cor i el cervell parlen.  Barcelona: Duran i Alsina, 1931.
- Canto a Tossa, 1943.
- Cantos idílicos (poesía).  Barcelona: Duran i Alsina, 1946.
- Igualada, camí d'Europa (1954)
- La Luz de Tierra Santa. II Crucero por el Mediterráneo (del 4 de junio al 4 de julio de 1955); crónica gráfica y literaria del viaje.  Valls: Imp. E. Castells, 1956.
- Vibracions.  Valls: Imp. Castells, 1963. Recull poètic
- Don Listo y Bobalicón. Novela de humor.  Valls: Imp. E. Castells, 1964.
- La gesta d'en Pamoressi.  Barcelona: Miquel Arimany, 1964. Conte de ciència-ficció[4]
- Romanç d'amor.  Barcelona: Rafael Dalmau, 1966.
- Terra endins. Novel·la. ( Inèdit mecanografiat, presentat al premi literari Joan Crexells, 1937.)[3]

Obres presentades als Jocs Florals de Barcelona
- Pastoral (1921)
- Rosari d'amor (1931)
- El romiatge a Sant Medi (1933)
- El Nin és mort (1933)
- Esbós d'una dama (1933)
- La cançó que no mor mai (1934)